# South Dayton
South Dayton es una villa ubicada en el condado de Cattaraugus en el estado estadounidense de Nueva York. En el año 2000 tenía una población de 662 habitantes y una densidad poblacional de 254 personas por km².

## Geografía
South Dayton se encuentra ubicada en las coordenadas 42°21′46″N 78°3′6″O / 42.36278, -78.05167.

## Demografía
Según la Oficina del Censo en 2000 los ingresos medios por hogar en la localidad eran de $29,375, y los ingresos medios por familia eran $32,917. Los hombres tenían unos ingresos medios de $25,833 frente a los $22,404 para las mujeres. La renta per cápita para la localidad era de $13,187. Alrededor del 17.3% de la población estaban por debajo del umbral de pobreza.